# Харыялах (Намский улус)
Харыялах (якут. Харыйалаах) — село в Намском улусе Якутии. Образует сельское поселение Кебекёнский наслег.  Расположено в 124 км к северу от Якутска.

## Географическое положение
Харыялах расположен на реке Лена.

## Население
| 2002 | 2010 | 2012 | 2013 | 2014 | 2015 | 2016 |
| ---- | ---- | ---- | ---- | ---- | ---- | ---- |
| 526  | ↗544 | ↘529 | ↘514 | ↘499 | ↘492 | ↘482 |
| 2017 | 2018 | 2019 | 2020 | 2021 |      |      |
| ↘468 | ↘451 | ↗479 | ↘468 | ↗469 |      |      |

### Историческая справка о наслеге
Кобяконская земля, по архивным данным, заселена людьми очень давно. До XVIIв. Кобяконский род входил в самую большую якутскую волость «Бере бетуннэр». Бетюнцы в количестве 1640 человек заселяли излучину рек Лена и Алдан. Они имели владения на обоих берегах Лены. Природная зона, которую занимал Кобяконский род, определила хозяйственную деятельность. Основными занятиями были охота, рыболовство и скотоводство. 
В 1917 году в Кобяконском наслеге проживало 717 человек. в 1929 году образовался Кобяконский сельсовет, началось колхозное строительство. было образовано 8 товариществ, которые впоследствии объединились в 5 колхозов. В 1931 году создана первая комсомольская ячейка. В 1939 году несколько маленьких артелей объединились, образовали колхоз им. Фрунзе.
В годы Великой Отечественной войны из Кобяконского наслега было призвано 129 человек, из них 83 человека остались на полях битвы.
В 1952-1953 г,г, появились тракторы НАТИ, ХТЗ, автомашины ЗИС-5. В 1956 году заработала электростанция.
В 1974 году Кобяконский наслег вошёл в состав совхоза им. М.К.Аммосова как отделение, занимающееся сельхозпродукцией. Ударным трудом отличились косомолькие фермы «Тарагана», «Айхал», «Кэскил».
В 1985 году в наслеге был образован совхоз «Кобяконский». За 5 лет совхоз достиг хороших результатов по производству мяса, молока, заготовке сена, по сдаче государству пушнины.
В 1988 году совхоз подключился  к высоковольтной линии. В том же году проведена телефонная связь.  С 1984 года стало возможным смотреть передачи местного телевидения.
В 1991 году совхоз «Кобяконский» реорганизован в коллективное предприятие. В 1996 году коллективное хозяйство распалось.

## Социальная структура
В селе находится средняя школа, дошкольное учреждение. Также работает центр культурного досуга, почта, библиотека.